# Vernon (Indiana)
Vernon – miasto w Stanach Zjednoczonych, w stanie Indiana, siedziba administracyjna hrabstwa Jennings.

## Historia
Miasto zostało założone w 1815 roku. W XIX wieku stanowiło przystanek na Underground Railroad. Podczas wojny secesyjnej wojska Południa nie podjęły się próby zajęcia miasta. 
Od 1976 roku miasto znajduje się na National Register of Historic Places. 